# 恩坎塔多 (新墨西哥州)
恩坎塔多（英語：Encantado）是位於美國新墨西哥州聖菲縣的普查規定居民點。

## 人口
根據2020年美國人口普查的數據，恩坎塔多的面積為6.95平方千米，皆為陸地。當地共有人口93人，而人口密度為每平方千米13.38人。